# Scud Race
Scud Race (яп. スカッドレース Сукаддо Рэ:су), в Северной Америке известная как Sega Super GT — игра для аркадных автоматов, разработанная компанией Sega AM2 и выпущенная Sega. Название «Scud» расшифровывается как «Sport Car Ultimate Drive».

## Геймплей
Scud Race имеет такой же геймплей, что и Daytona USA, так как они оба используют один и тот же движок игры. Игрок соревнуется с десятками автомобилей, управляемые искусственным интеллектом.
Одним из немногих серьёзных отличий Scud Race от других автосимуляторов, является система дрифта, благодаря которой игроки могут ускорить время заноса.

### Трассы

Трасса «Classic Castle»

- Dolphin Tunnel (рус. Дельфиний туннель) — дневная трасса. Является самой простой трассой. Гонка проходит в современном городе, однако на треке есть множество подводных мест. На трассе есть мост с вращающимся логотипом Sega Saturn, а также плакат с ежом Соником и Тейлзом, где они ездят на Ferrari F40.
- Twilight Airport (рус. Сумерки аэропорта) — ночная трасса, тоже простая. Действие гонки проходит вокруг аэропорта.
- Mystic Ruins (рус. Мистические руины) — трасса со средним уровнем сложности, расположенная в ацтекских руинах в горных районах. На дорогах преобладает туман. На трассе придётся часто дрифтовать.
- Classic Castle (рус. Классический замок) — «европейская», и самая сложная трасса. Действие, возможно проходит во Франции (так как в игре появляются французские флаги) и Испании (появляется арена, где проходят корриды).

### Автомобили
Как и в Daytona USA, машины в Scud Race основаны на реальном автомобилях, которые использовали гонщики в чемпионате BPR Global GT. В отличие от Daytona USA, машины имеют настоящие названия: Porsche 911 GT2, Ferrari F40 GTE, Dodge Viper GTS-R и McLaren F1 GTR. Renault Alpine GTA/A610s также появляется в игре, но она недоступна в меню выбора и управляется компьютером.

## Порты и продолжения
Scud Race должна была портирована на Sega Saturn, однако огромные различия в аппаратных возможностях не позволили выпустить игру для консоли. В 1998 году на презентации консоли Dreamcast были продемонстрированы демоверсии будущих игр, среди которых была и Scud Race. К сожалению, порт был отменен по неизвестным причинам.
В отличие от Daytona USA, серия гонок BPR Global GT больше не существует как вид спорта c 1997 года (через год после выхода Scud Race), тем самым можно объяснить, почему игра не была портирована на консоли.
Несмотря на то, что игра не имеет продолжения и порта, четыре трека из игры появились в порте OutRun 2 для Xbox, в комплекте с оригинальным саундтреком. Обновленная версия игры, Scud Race Plus и официальный саундтрек был выпущен только в Японии.

## Саундтрек
Альбом Scud Race Sound Tracks (яп. スカッドレース·サウンド·トラックス Сукаддо Рэ:су Саундотораккусу) был выпущен 19 февраля 1997 года лейблами Futureland и Toshiba EMI. В создании музыки принимали участие композиторы Хидэаки Миямото, Тору Накабаяси, Фумио Ито, Хидэнори Сёдзи и Каору Охори. Альбом содержит 14 треков.
| №                   | Название                                  | Текст песни         | Музыка              | Исполнитель         | Длительность |
| ------------------- | ----------------------------------------- | ------------------- | ------------------- | ------------------- | ------------ |
| 1.                  | «Advertise»                               |                     | Хидэаки Миямото     |                     | 1:05         |
| 2.                  | «Stage Select»                            |                     | Хидэаки Миямото     |                     | 0:37         |
| 3.                  | «Groovin’ Daylight»                       |                     | Каору Охори         |                     | 3:32         |
| 4.                  | «Flight in the Dark»                      | Кан Хасимото        | Хидэаки Миямото     | Хироко Хамано       | 2:44         |
| 5.                  | «Ancient Voice»                           |                     | Хидэаки Миямото     |                     | 2:39         |
| 6.                  | «Breeze in the Middle Ages»               |                     | Каору Охори         |                     | 3:02         |
| 7.                  | «Merry Maze»                              |                     | Каору Охори         |                     | 3:09         |
| 8.                  | «Goal»                                    |                     | Фумио Ито           |                     | 0:38         |
| 9.                  | «Name Entry»                              |                     | Фумио Ито           |                     | 1:04         |
| 10.                 | «Ending»                                  |                     | Хидэаки Миямото     |                     | 1:28         |
| 11.                 | «Beginner’s Course (Day) by Ferrari F40»  |                     | Toronto             |                     | 2:46         |
| 12.                 | «Beginner’s Course (Night) by McLaren F1» | Кан Хасимото        | Хидэаки Миямото     | Хироко Хамано       | 2:44         |
| 13.                 | «Medium Course by Dodge Viper»            |                     | Хидэаки Миямото     |                     | 3:18         |
| 14.                 | «Expert Course by Porsche 911»            |                     | Каору Охори         |                     | 3:17         |
| Общая длительность: | Общая длительность:                       | Общая длительность: | Общая длительность: | Общая длительность: | 32:03        |